# Citroën GS

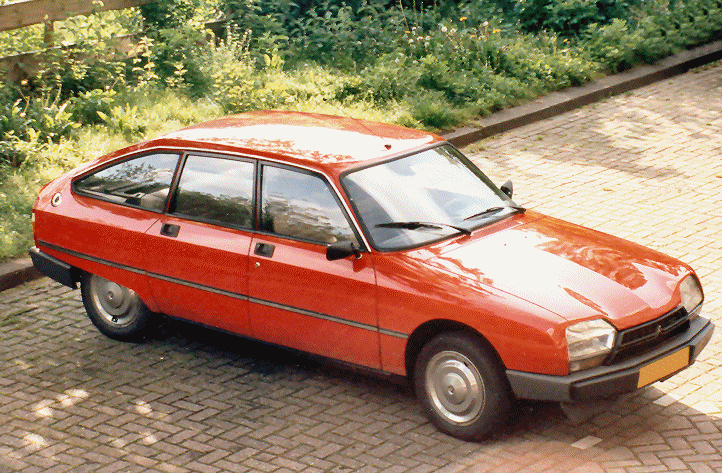
Citroën GSA Special

El Citroën GS va ser un automòbil produït pel fabricant francès Citroën entre els anys 1970 i 1986. Com la majoria dels seus competidors de l'època estava situat entre els actuals segment C i segment D, permetent a la marca accedir als segments mitjans amb majors garanties que amb els Citroën Ami, derivats dels espartans 2CV i massa allunyats dels luxosos DS/ID amb els quals havia competit fins llavors. En 1979 es va presentar una profunda reestilització del model que afegia un pràctic portó posterior i la possibilitat d'equipar una 5a velocitat passant a denominar-se Citroën GSA. Seria substituït directament pel Citroën BX, de dimensions lleugerament més grans i indirectament pel Citroën ZX, en el nou segment C que es perfilava a principi dels vuitanta com a alternativa a les berlines mitjanes al sud d'Europa.

## Història
Amb el GS, Citroën popularitzava els avanços tecnològics que abans incorporava en la seva gamma alta creant un automòbil accessible però dotat de la singular tecnologia hidropneumàtica que tanta fama havia donat a la marca. També s'adoptaven la tècnica i l'experiència provinents del 2CV creant per a l'ocasió una nova família de motors boxer refrigerats per aire però de 4 cilindres i arbres de lleves al capdavant que aconseguien un funcionament fiable, suau i silenciós i requerien molt poc manteniment.
Inicialment la mecànica va ser de 1015 cc i 40 kW (55 CV) encara que posteriorment la seva cilindrada i potència es van anar elevant fins a aconseguir els 1300 cc i els 48 kW (65 CV) en les seves últimes versions. Amb una carrosseria més aerodinàmica fins i tot que la del seu germà més gran el Citroën CX, la seva seguretat activa i confort de marxa eren superlatius.
Això li va permetre guanyar el títol de Cotxe de l'Any a Europa el 1971, i gaudir de gran popularitat en països com França, Alemanya o Espanya, on es va fabricar a la factoria de Vigo i va ser nomenat Cotxe de l'Any el 1974.
Es van donar 4 versions principalment de menys a més luxoses; aquestes eren el Special, la versió Club, la versió Pallas i la versió esportiva que es denominava x1, x2 o x3 aquest últim amb motor de 1300 cc.
En 1979 va aparèixer totalment remodelat exterior i interiorment amb nous i prominents para-xocs plàstics que incloïen deflectors i un modern habitacle en el qual cridaven l'atenció els seus nous comandaments satèl·lit, nous acabats i una climatització molt millorada. Se'l va denominar GSA, i comptava amb un ampli portó que el convertia en un 5 portes. Es va equipar amb motors de 1100 i 1300 cc, i es van mantenir els acabats Pallas, Special, Club i l'esportiu ara anomenat x3. Va créixer en longitud i encara que no va tenir l'èxit de vendes del GS, les seves millores en qualitat i refinament eren patents. També incloïa la possibilitat d'equipar una caixa de 5 velocitats.
Va deixar de fabricar-se el 21 de juliol de 1986, donant pas al Citroën BX, més modern en la seva plataforma i concepció muntava una mecànica convencional de 4 cilindres en línia i mantenia la suspensió hidropneumàtica. No obstant això i aprofitant els utillatges de fabricació, aquests es van traslladar a Romania on, i fins a 1996, es va fabricar el Citroën Axel (i la seva versió econòmica, l'Oltcit Club), petit vehicle utilitari de dos volums i línies molt semblants a les del Citroën Visa, que es va motoritzar amb els motors boxer 1100 i 1300 que en el seu moment van animar als GS i GSA.